# Ommatius quadratus
Ommatius quadratus là một loài ruồi trong họ Asilidae. Ommatius quadratus được Scarbrough miêu tả năm 2002. Loài này phân bố ở vùng Tân nhiệt đới.